# UAS-Klasse
Die UAS-Klasse gemäß Deligierte Verordnung (EU) 2019/945 ist eine Einteilung unbemannter Luftfahrzeuge nach ihrem Höchstabfluggewicht und der technischen Ausstattung. Aktuell (Stand 12. August 2025) existieren die Betriebsklassen C0–C6.

## Hintergrund
Gestützt auf die Verordnung (EU) 2018/1139 des Europäischen Parlaments und des Rates vom 4. Juli 2018 hat die Europäische Kommission die Durchführungsverordnung (EU) 2019/947 vom 24. Mai 2019 (sog. EU-Drohnenverordnung) erlassen.

## UAS-Klassen
Ab dem 1. Januar 2024 mussten alle Drohnen, die neu in den EU-Markt eingeführt werden der Klassen der Verordnung 2019/945 entsprechen. Mit der delegierten Verordnung 2020/1058 wurden die Klassen C0–C4 um die Klassen C5 und C6 ergänzt.
| Klasse             | Eigenbau und Bestand                                                                                       | Klasse C0                                                                                                  | Klasse C1                                                                                 | Klasse C2 | Klasse C3 | Klasse C4 | Eigenbau und Bestand                                                                                         | Klasse C5 | Klasse C6 |
| max. Abfluggewicht | < 250 g | < 250 g | < 900 g                                                                                   | < 4.000 g | < 25.000 g                                                                                                   | < 25.000 g                                                                                                   | < 25.000 g                                                                                                   |           |           |
| Kategorie          | A1 (und in A3)                                                                                             | A1 (und in A3)                                                                                             | A1 (und in A3)                                                                            | A2 (und in A3) | A2 (und in A3)                                                                                               | A3 | A3 |           |           |
| Einschränkungen    | - kann über unbeteiligte Personen fliegen, ist aber zu vermeiden - darf nicht über Personengruppen fliegen | - kann über unbeteiligte Personen fliegen, ist aber zu vermeiden - darf nicht über Personengruppen fliegen | - darf nicht über unbeteiligte Personen fliegen - darf nicht über Personengruppen fliegen | wie C1 und zusätzlich: - mindestens 30 m horizontaler Abstand zu unbeteiligten Personen - mindestens 5 m horizontaler Abstand, wenn eine „Langsam-Fliegen-Funktion“ aktiv ist | - darf nicht in der Nähe von Personen fliegen - darf nicht näher als 150 m an urbane Gebiete geflogen werden | - darf nicht in der Nähe von Personen fliegen - darf nicht näher als 150 m an urbane Gebiete geflogen werden | - darf nicht in der Nähe von Personen fliegen - darf nicht näher als 150 m an urbane Gebiete geflogen werden |           |           |
| Registrierung      | Nein, außer das UAS verfügt über Sensorik (z. B. Kameras) und ist kein Spielzeug                           | Nein, außer das UAS verfügt über Sensorik (z. B. Kameras) und ist kein Spielzeug                           | Ja                                                                                        | Ja | Ja | Ja | Ja | Ja        | Ja        |
| Kompetenzlevel     | - keins | - Handbuch lesen                                                                                           | - Handbuch lesen - Onlinetraining absolvieren - Onlineprüfung bestehen                    | wie C1 und zusätzlich: - praktisches Training absolvieren - schriftliche Prüfung durch nationale Luftfahrtbehörde oder eine anerkannte Stelle bestehen                        | - Handbuch lesen - Onlinetraining absolvieren - Onlineprüfung bestehen                                       | - Handbuch lesen - Onlinetraining absolvieren - Onlineprüfung bestehen                                       | - Handbuch lesen - Onlinetraining absolvieren - Onlineprüfung bestehen                                       |           |           |
| Mindestalter       | keins | 16 (keins, wenn UAS als Spielzeug verkauft wurde)                                                          | 16                                                                                        | 16 | 16 | 16 | 16 | 16        | 16        |